# À l’Olympia
À l’Olympia – drugi koncertowy francuskojęzyczny album Céline Dion, wydany 14 listopada 1994 roku. Album został nagrany podczas koncertów Dion w paryskiej Olympii 28 i 29 września 1994 roku. Materiał znajdujący się na płycie bazuje w głównej mierze na wydanej w 1991 roku płycie Dion chante Plamondon. Można na niej znaleźć także kilka anglojęzycznych utworów z płyt Unison, Céline Dion i The Colour of My Love.

## Lista utworów
| #   | Tytuł | Autorzy                                     | Czas trwania |
| --- | --- | ------------------------------------------- | ------------ |
| 1.  | Des mots qui sonnent                                                                                               | L. Plamondon, A. Nova, M. Simon             | 4:15         |
| 2.  | Where Does My Heart Beat Now                                                                                       | R. W. Johnson, T. Rhodes                    | 8:16         |
| 3.  | L’amour existe encore                                                                                              | L. Plamondon, R. Cocciante                  | 4:17         |
| 4.  | Je danse dans ma tête                                                                                              | L. Plamondon, R. Musumarra                  | 4:27         |
| 5.  | Calling You | B. Telson                                   | 6:41         |
| 6.  | Elle | E. Marnay, P. Baillargeon                   | 3:12         |
| 7.  | Medley Starmania: Quand on arrive en ville/Les uns contre les autres Le monde est stone/Naziland, ce soir on danse | L. Plamondon, M. Berger                     | 6:33         |
| 8.  | Le blues du businessman                                                                                            | L. Plamondon, M. Berger                     | 7:04         |
| 9.  | Le fils de Superman                                                                                                | L. Plamondon, G. Gauthier                   | 4:27         |
| 10. | Love Can Move Mountains                                                                                            | D. Warren                                   | 5:25         |
| 11. | Un garçon pas comme les autres (Ziggy)                                                                             | L. Plamondon, M. Berger                     | 3:19         |
| 12. | The Power of Love                                                                                                  | C. Rouge, G. Mende, M.S. Applegate, J. Rush | 6:08         |
| 13. | Quand on n'a que l’amour                                                                                           | J. Brel                                     | 4:08         |

## Certyfikaty i sprzedaż
| Kraj              | Certyfikat      | Sprzedaż  | Najwyższa pozycja |
| ----------------- | --------------- | --------- | ----------------- |
| Europa            | platynowa płyta | 1 000 000 | -                 |
| Francja           | platynowa płyta | 300 000   | 10                |
| Kanada            | platynowa płyta | 150 000   | 31                |
| Stany Zjednoczone | -               | 6 500     | -                 |